# (30827) Lautenschläger
(30827) Lautenschläger ist ein Asteroid des Hauptgürtels, der am 10. Oktober 1990 von den deutschen Astronomen Lutz D. Schmadel und Freimut Börngen an der Thüringer Landessternwarte Tautenburg (IAU-Code 033) in Thüringen entdeckt wurde.
Der Asteroid wurde nach dem deutschen Unternehmer und Mäzen Manfred Lautenschläger (* 1938) benannt, der mit seiner Manfred Lautenschläger-Stiftung zahlreiche Projekte wie den Bau der Heidelberger Kinderklinik unterstützt.